# إلسا ألكمان

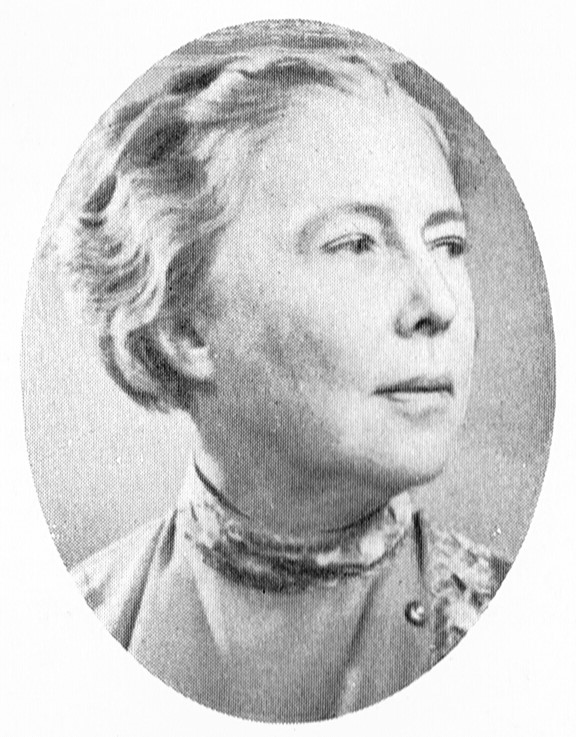
إلسا ألكمان

إلسا آنا ماريا ألكمان (18 نوفمبر 1878 - 21 فبراير 1975) ناشطة في مجال حقوق المرأة وكاتبة سويدية، أصبحت عضوًا نشطًا في الفرع المحلي للرابطة الوطنية لحق المرأة في التصويت ، في عام 1916 كتبت تقريرًا عن كيفية تصويت المرأة الدنماركية في استفتاء بعد حصولها على حق التصويت. واصلت المساهمة في توسيع حقوق المرأة في عشرينيات القرن الماضي بعد أن حصلت المرأة السويدية على حقوق التصويت.